# Nesoryzomys narboroughi
Nesoryzomys narboroughi är en gnagare som förekommer endemisk på Galápagosöarna. Populationen listades fram till början av 2000-talet som synonym till Nesoryzomys indefessus och godkänns sedan som art. IUCN framför att 
framtida studier bör utföras för att bekräfta denna klassifikation.

## Utseende
Med en kroppslängd (huvud och bål) av 110 till 172 mm, en svanslängd av 100 till 152 mm och en vikt av 77 till 136 g är Nesoryzomys narboroughi den största nu levande arten i släktet galapagosrisråttor. Bakfötterna är 29 till 33 mm långa och öronen är 13 till 23 mm stora. På ovansidan förekommer lång päls som är mörkbrun till svart med hår som har en grå basis. Undersidans päls är ljusare. De fina håren som täcker öronen är nästan osynliga. Vid svansen är undersidan ljusare. I motsats till Nesoryzomys fernandinae som lever på samma ö har arten vita fötter.

## Utbredning
Denna gnagare lever endast på Isla Fernandina i ögruppens västra del. Artepitet i det vetenskapliga namnet syftar på öns engelska namn (Narborough Island). Nesoryzomys narboroughi vistas i låglandet och i bergstrakter upp till 1300 meter över havet. Den täta växtligheten domineras av buskar och träd från släktet Scalesia.

## Ekologi
Individerna är nattaktiva och vistas på marken. Arten delar reviret med Nesoryzomys fernandinae. Den gömmer sig på dagen i bergssprickor och mellan växter. Gnagaren har växtdelar, insekter och ibland krabbor som föda. Antagligen sker fortplantningen under regntiden.

## Hot
Galapagosrisråttor på andra öar dog ut på grund av introducerade svartråttor, husmöss och katter. Ett liknande scenario skulle hota artens bestånd. IUCN listar arten som sårbar (VU) på grund av ett endast 640 km² stort utbredningsområde.